# Tasman-gletsjeren
Tasman-gletjseren (maori: Haupapa) er den største gletsjer i New Zealand og en af flere store gletsjere, der strækker sig mod syd og øst mod Mackenzie-bassinet fra de sydlige alper på New Zealands sydø.

## Geografi
Med 23,5 kilometer i længden er Tasman-gletsjeren stadig New Zealands længste gletsjer, på trods af at den krympede betydeligt fra 1990'erne og fremefter. Den er op til 4 kilometer bred og 600 meter tyk og ligger helt inden for grænserne af Mount Cook nationalpark. Gletscheren dækker et område på 101 kvadratkilometer og starter i en højde af 3.000 meter over havets overflade. Snefald i vinter- og forårssæsonen kan nå op på 50 meter. Efter sommerafsmeltningen kan der blive 7 meter liggende i det højtliggende gletsjerhoved.
Tasman strækker sig sydvest fra Hochstetter-kuplen og Mount Elie De Beaumont langs de sydlige skråninger af Minaretterne og sydpå langs den østlige flanke af New Zealands to højeste bjerge, Mount Tasman og dets højere sydlige nabo Mount Cook.
Selvom dens øvre dele er snedækkede, er klipper båret af gletsjeren blottet ved ablation langs dens forløb, og den nedre gletsjer er helt klippedækket. Klipperne hjælper med at isolere isen fra sollys og bremser smeltningsprocessen. Sidegletsjere i de nedre dele er Rudolf-gletsjeren, Forrest Ross-gletsjeren (opkaldt efter Forrestina Ross), Kaufmann-gletsjeren, Haast-gletsjeren, Hochstetter-gletsjeren, og Ball-gletsjeren.
Issøen mødes af smeltevandet fra Murchison-gletsjeren, som nærmer sig fra nordøst og flyder langs Tasman-gletsjeren uden for morænevæggen. Vandet i Tasman-søen strømmer ind i Tasman-floden, flyder sydpå og slutter sig til Hooker-floden og dræner issøerne ved Hooker- og Mueller-gletsjerne. Tasman-floden udviser en flettet karakteristik og løber sydpå ud i Pukaki-søen. De strømmer til sidst ud i Waitaki-floden og til Stillehavet nord for Oamaru.

## Seneste tilbagetrækning
Gletsjeren forblev på konstant 28 kilometer i længden i hele dens registrerede historie i det 20. århundrede, før den startede sin nuværende periode med hurtig smeltning i 1990'erne. Alene mellem 2000 og 2008 trak gletsjertungen sig 3,7 kilometer tilbage. Siden 1990'erne har gletsjertungen i gennemsnit trukket sig omkring 180 meter tilbage om året. Gletsjeren er nu i en periode med hurtigere tilbagetrækning, hvor tilbagetrækningshastigheden er beregnet til at være mellem 4778 og 822 meter hvert år. Det estimeres, at Tasman-gletsjeren med tiden vil forsvinde, og Tasman-søen vil nå en maksimal størrelse om 10 til 19 år. I 1973 havde Tasman-gletsjeren ingen issø, og i 2008 var Tasman-søen 7 kilometer lang, 2 kilometer bred og 245 meter dyb.
En stor kalvningsbegivenhed blev muligvis udløst, eller i det mindste bidraget til, af jordskælvet i Christchurch 2011 den 22. februar 2011. På denne dag faldt 30 til 40 millioner ton is fra Tasman-gletsjerens isfront og faldt i Tasman-søen. Både blev ramt af tsunamibølger på op til 3,5 meter, da isen faldt ned i Tasman-søen under gletsjeren. Lignende begivenheder i fortiden er blevet tilskrevet opdriftseffekter, et resultat af høje basale vandtryk og øget søniveau efter kraftige nedbørshændelser.

## Adgang og turisme
Tasman-gletsjeren har en lang historie med turisme, med helikopter-skiture tilbudt på den øvre deæ af gletsjeren siden begyndelsen af 1970'erne. Sidegletsjeren Ball var også populær til skiløb, og der blev afholdt nationale mesterskaber i 1930'erne. Den har siden trukket sig for langt tilbage til at være sikker at besøge. På samme måde har Tasman-gletsjerens betydelige istab gennem de sidste årtier påvirket turismen med et stigende antal sprækker, der blottes og ikke længere fyldes ud af sne, hvilket kræver guidede ture for at undgå disse områder og begrænser helikopter-skisæsonen til juli, august og september.
Den proglaciale Tasman-sø er en populær destination for bådture blandt de isbjerge, der ofte flyder i søen. Både er ikke tilladt tættere end 1,5 kilometer til den 50 meter høje isfront af Tasman-gletsjeren af sikkerhedsmæssige årsager.
Ball Shelter-stien, en del af Ball Hut-ruten, fører langs den vestlige side af gletsjeren, adskilt fra Tasman-søen af en høj morænevæg indtil omkring 6 kilometer inde, hvor den stiger højt nok til, at udsigten åbner sig. På det tidspunkt er den klippedækkede nedre Tasman-gletsjer i dalen mellem morænevæggene 2,5 kilometer bred.